# 渡荘太
渡 荘太（わたり しょうた、1958年 - ）は、日本の男性俳優。千葉県四街道市出身。プロダクション・タンク所属。

## 来歴
日本外国語専門学校英語通訳課卒、劇団青年座専科卒。

## 人物
特技はケーナ演奏、アルトサックス、ギター、タップダンス、料理、水泳、バレーボール、ソフトボール、スキー、スケート。
資格はヘルパー2級、大型二種自動車免許、大型自動二輪免許、フォークリフト免許。

## 出演

### テレビドラマ
- いだてん〜東京オリムピック噺〜
- 快盗戦隊ルパンレンジャーVS警察戦隊パトレンジャー（店員A）
- 警視庁機動捜査隊216
- コールドケース 〜真実の扉〜
- 昭和元禄落語心中
- 絶叫
- その女、ジルバ
- 釣りバカ日誌
- 猫探偵の事件簿2

### テレビ番組
- いつみても波瀾万丈
- ガッテン!
- ザ!世界仰天ニュース
- 天才てれびくん

### 映画
- 火花
- ファーストラヴ
- Fukushima50

### 舞台
- 1964そのうち何とかなるだろう
- 浮き世はチンドン出たとこ勝負
- エイリアンSOS
- 鍵束の館
- 風の墓
- 汽車はイーハトーボを越えて
- 首のない王妃マリーアントワネット
- クライマークライマー
- さあ行こう
- さい
- 想定外
- 砂のクロニクル
- 袖ケ浦心中
- 大往生
- 滝の白糸
- 秩父の夜は更けて
- 乳房の一揆
- 町人貴族
- 杜子春
- とりあえずの死
- 泣いた赤鬼
- パナンペペナンペ昔話
- 不夜城の狂恋'
- ヘンゼルとグレーテル
- 名作劇場『俥』
- 宵闇せまれば

### VP
- 警視庁「交通安全対策」

### MV
- 木梨憲武「GG STAND UP!!」
- BENI「夏の思い出」